# Brachythecium pseudouematsui
Brachythecium pseudouematsui là một loài Rêu trong họ Brachytheciaceae. Loài này được Nog. mô tả khoa học đầu tiên năm 1991.